# Lista di asteroidi (406001-407000)
Di seguito una lista di asteroidi dal numero 406001 al 407000 con data di scoperta e scopritore.

## 406001-406100
| Nome         | Designazione provvisoria | Data di scoperta  | Scopritore              |
| ------------ | ------------------------ | ----------------- | ----------------------- |
| 406001 -     | 2006 SN358               | 14 settembre 2006 | Spacewatch              |
| 406002 -     | 2006 SH359               | 30 settembre 2006 | CSS                     |
| 406003 -     | 2006 SM363               | 30 settembre 2006 | Mt. Lemmon Survey       |
| 406004 -     | 2006 SS365               | 30 settembre 2006 | Mt. Lemmon Survey       |
| 406005 -     | 2006 SP366               | 17 settembre 2006 | Spacewatch              |
| 406006 Ralys | 2006 SA368               | 23 settembre 2006 | K. Černis               |
| 406007 -     | 2006 SJ368               | 25 settembre 2006 | Spacewatch              |
| 406008 -     | 2006 SP398               | 16 settembre 2006 | CSS                     |
| 406009 -     | 2006 SG401               | 27 settembre 2006 | Mt. Lemmon Survey       |
| 406010 -     | 2006 SX404               | 17 settembre 2006 | Spacewatch              |
| 406011 -     | 2006 TK5                 | 2 ottobre 2006    | CSS                     |
| 406012 -     | 2006 TP10                | 14 ottobre 2006   | Sarneczky, K., Kuli, Z. |
| 406013 -     | 2006 TW20                | 11 ottobre 2006   | Spacewatch              |
| 406014 -     | 2006 TX26                | 12 ottobre 2006   | Spacewatch              |
| 406015 -     | 2006 TN35                | 30 settembre 2006 | Mt. Lemmon Survey       |
| 406016 -     | 2006 TQ36                | 12 ottobre 2006   | Spacewatch              |
| 406017 -     | 2006 TQ43                | 12 ottobre 2006   | Spacewatch              |
| 406018 -     | 2006 TZ44                | 30 settembre 2006 | Mt. Lemmon Survey       |
| 406019 -     | 2006 TU45                | 30 settembre 2006 | Mt. Lemmon Survey       |
| 406020 -     | 2006 TM47                | 12 ottobre 2006   | Spacewatch              |
| 406021 -     | 2006 TZ52                | 12 ottobre 2006   | Spacewatch              |
| 406022 -     | 2006 TP54                | 12 ottobre 2006   | NEAT                    |
| 406023 -     | 2006 TN62                | 10 ottobre 2006   | NEAT                    |
| 406024 -     | 2006 TR63                | 10 ottobre 2006   | NEAT                    |
| 406025 -     | 2006 TX68                | 11 ottobre 2006   | NEAT                    |
| 406026 -     | 2006 TL69                | 11 ottobre 2006   | NEAT                    |
| 406027 -     | 2006 TT75                | 11 ottobre 2006   | NEAT                    |
| 406028 -     | 2006 TM77                | 12 ottobre 2006   | NEAT                    |
| 406029 -     | 2006 TY85                | 2 ottobre 2006    | Mt. Lemmon Survey       |
| 406030 -     | 2006 TP88                | 2 ottobre 2006    | Mt. Lemmon Survey       |
| 406031 -     | 2006 TA89                | 13 ottobre 2006   | Spacewatch              |
| 406032 -     | 2006 TB90                | 13 ottobre 2006   | Spacewatch              |
| 406033 -     | 2006 TF90                | 13 ottobre 2006   | Spacewatch              |
| 406034 -     | 2006 TC91                | 13 ottobre 2006   | Spacewatch              |
| 406035 -     | 2006 TV91                | 13 ottobre 2006   | Spacewatch              |
| 406036 -     | 2006 TM92                | 14 ottobre 2006   | Lin, C.-S., Ye, Q.-z.   |
| 406037 -     | 2006 TA93                | 15 ottobre 2006   | Spacewatch              |
| 406038 -     | 2006 TG94                | 14 settembre 2006 | Spacewatch              |
| 406039 -     | 2006 TD97                | 12 ottobre 2006   | NEAT                    |
| 406040 -     | 2006 TA105               | 2 ottobre 2006    | Mt. Lemmon Survey       |
| 406041 -     | 2006 TD106               | 15 ottobre 2006   | Spacewatch              |
| 406042 -     | 2006 TR109               | 10 ottobre 2006   | NEAT                    |
| 406043 -     | 2006 TU119               | 11 ottobre 2006   | Becker, A. C.           |
| 406044 -     | 2006 TX124               | 4 ottobre 2006    | Mt. Lemmon Survey       |
| 406045 -     | 2006 UY2                 | 16 ottobre 2006   | CSS                     |
| 406046 -     | 2006 UQ5                 | 16 ottobre 2006   | CSS                     |
| 406047 -     | 2006 UQ7                 | 16 ottobre 2006   | CSS                     |
| 406048 -     | 2006 UA9                 | 16 ottobre 2006   | CSS                     |
| 406049 -     | 2006 UH10                | 17 ottobre 2006   | Spacewatch              |
| 406050 -     | 2006 UN16                | 17 ottobre 2006   | Mt. Lemmon Survey       |
| 406051 -     | 2006 US21                | 16 ottobre 2006   | Spacewatch              |
| 406052 -     | 2006 UA25                | 16 ottobre 2006   | Spacewatch              |
| 406053 -     | 2006 UJ31                | 27 settembre 2006 | Mt. Lemmon Survey       |
| 406054 -     | 2006 UK31                | 16 ottobre 2006   | Spacewatch              |
| 406055 -     | 2006 UL31                | 16 ottobre 2006   | Spacewatch              |
| 406056 -     | 2006 UC34                | 16 ottobre 2006   | Spacewatch              |
| 406057 -     | 2006 US34                | 16 ottobre 2006   | Spacewatch              |
| 406058 -     | 2006 UU38                | 16 ottobre 2006   | Spacewatch              |
| 406059 -     | 2006 UB50                | 17 ottobre 2006   | Spacewatch              |
| 406060 -     | 2006 UW53                | 17 ottobre 2006   | Mt. Lemmon Survey       |
| 406061 -     | 2006 UK61                | 19 ottobre 2006   | Mt. Lemmon Survey       |
| 406062 -     | 2006 UH63                | 20 ottobre 2006   | Nyukasa                 |
| 406063 -     | 2006 UM73                | 17 ottobre 2006   | Spacewatch              |
| 406064 -     | 2006 UZ77                | 17 ottobre 2006   | Spacewatch              |
| 406065 -     | 2006 UH79                | 17 ottobre 2006   | Spacewatch              |
| 406066 -     | 2006 UD81                | 2 ottobre 2006    | Mt. Lemmon Survey       |
| 406067 -     | 2006 UP85                | 17 ottobre 2006   | Spacewatch              |
| 406068 -     | 2006 UT85                | 17 ottobre 2006   | Spacewatch              |
| 406069 -     | 2006 UM93                | 2 ottobre 2006    | Mt. Lemmon Survey       |
| 406070 -     | 2006 UR94                | 18 ottobre 2006   | Spacewatch              |
| 406071 -     | 2006 UN96                | 18 ottobre 2006   | Spacewatch              |
| 406072 -     | 2006 UR108               | 18 ottobre 2006   | Spacewatch              |
| 406073 -     | 2006 UB116               | 24 settembre 2006 | Spacewatch              |
| 406074 -     | 2006 UO117               | 19 ottobre 2006   | Spacewatch              |
| 406075 -     | 2006 UJ119               | 19 ottobre 2006   | Spacewatch              |
| 406076 -     | 2006 UC123               | 19 ottobre 2006   | Spacewatch              |
| 406077 -     | 2006 UN125               | 2 ottobre 2006    | Mt. Lemmon Survey       |
| 406078 -     | 2006 UV127               | 2 ottobre 2006    | Mt. Lemmon Survey       |
| 406079 -     | 2006 UR128               | 28 settembre 2006 | Mt. Lemmon Survey       |
| 406080 -     | 2006 UU135               | 19 ottobre 2006   | Spacewatch              |
| 406081 -     | 2006 UK143               | 19 ottobre 2006   | NEAT                    |
| 406082 -     | 2006 UM144               | 19 ottobre 2006   | Spacewatch              |
| 406083 -     | 2006 US149               | 20 ottobre 2006   | CSS                     |
| 406084 -     | 2006 UQ174               | 19 ottobre 2006   | Mt. Lemmon Survey       |
| 406085 -     | 2006 UL180               | 16 ottobre 2006   | CSS                     |
| 406086 -     | 2006 UA182               | 16 ottobre 2006   | CSS                     |
| 406087 -     | 2006 US187               | 19 ottobre 2006   | CSS                     |
| 406088 -     | 2006 UP188               | 19 ottobre 2006   | CSS                     |
| 406089 -     | 2006 UQ194               | 4 ottobre 2006    | Mt. Lemmon Survey       |
| 406090 -     | 2006 UQ203               | 22 ottobre 2006   | NEAT                    |
| 406091 -     | 2006 UJ245               | 26 settembre 2006 | Mt. Lemmon Survey       |
| 406092 -     | 2006 UN255               | 27 ottobre 2006   | Mt. Lemmon Survey       |
| 406093 -     | 2006 UD259               | 28 ottobre 2006   | Mt. Lemmon Survey       |
| 406094 -     | 2006 UK263               | 4 ottobre 2006    | Mt. Lemmon Survey       |
| 406095 -     | 2006 UY268               | 27 ottobre 2006   | Mt. Lemmon Survey       |
| 406096 -     | 2006 UE271               | 19 ottobre 2006   | Mt. Lemmon Survey       |
| 406097 -     | 2006 UX276               | 28 settembre 2006 | Mt. Lemmon Survey       |
| 406098 -     | 2006 UY281               | 12 ottobre 2006   | Spacewatch              |
| 406099 -     | 2006 UW286               | 28 ottobre 2006   | Spacewatch              |
| 406100 -     | 2006 UM313               | 19 ottobre 2006   | Buie, M. W.             |

## 406101-406200
| Nome     | Designazione provvisoria | Data di scoperta  | Scopritore            |
| -------- | ------------------------ | ----------------- | --------------------- |
| 406101 - | 2006 UJ335               | 16 ottobre 2006   | Spacewatch            |
| 406102 - | 2006 VV3                 | 9 novembre 2006   | Spacewatch            |
| 406103 - | 2006 VR4                 | 9 novembre 2006   | Spacewatch            |
| 406104 - | 2006 VZ7                 | 10 novembre 2006  | Spacewatch            |
| 406105 - | 2006 VQ9                 | 11 novembre 2006  | CSS                   |
| 406106 - | 2006 VW9                 | 11 novembre 2006  | Mt. Lemmon Survey     |
| 406107 - | 2006 VB10                | 11 novembre 2006  | CSS                   |
| 406108 - | 2006 VU10                | 11 novembre 2006  | CSS                   |
| 406109 - | 2006 VX22                | 10 novembre 2006  | Spacewatch            |
| 406110 - | 2006 VW27                | 10 novembre 2006  | Spacewatch            |
| 406111 - | 2006 VQ29                | 10 novembre 2006  | Spacewatch            |
| 406112 - | 2006 VR33                | 11 novembre 2006  | Mt. Lemmon Survey     |
| 406113 - | 2006 VZ36                | 4 ottobre 2006    | Mt. Lemmon Survey     |
| 406114 - | 2006 VF42                | 22 ottobre 2006   | Spacewatch            |
| 406115 - | 2006 VP43                | 13 novembre 2006  | Spacewatch            |
| 406116 - | 2006 VX43                | 28 settembre 2006 | Mt. Lemmon Survey     |
| 406117 - | 2006 VB50                | 10 novembre 2006  | Spacewatch            |
| 406118 - | 2006 VM52                | 11 novembre 2006  | Spacewatch            |
| 406119 - | 2006 VY52                | 11 novembre 2006  | Spacewatch            |
| 406120 - | 2006 VP58                | 11 novembre 2006  | Spacewatch            |
| 406121 - | 2006 VB60                | 11 novembre 2006  | Spacewatch            |
| 406122 - | 2006 VP62                | 11 novembre 2006  | Spacewatch            |
| 406123 - | 2006 VU62                | 11 novembre 2006  | Spacewatch            |
| 406124 - | 2006 VT64                | 27 settembre 2006 | Mt. Lemmon Survey     |
| 406125 - | 2006 VP65                | 27 settembre 2006 | Mt. Lemmon Survey     |
| 406126 - | 2006 VC70                | 31 ottobre 2006   | Mt. Lemmon Survey     |
| 406127 - | 2006 VR82                | 13 novembre 2006  | Spacewatch            |
| 406128 - | 2006 VT82                | 13 novembre 2006  | Spacewatch            |
| 406129 - | 2006 VN84                | 13 novembre 2006  | Spacewatch            |
| 406130 - | 2006 VF85                | 13 novembre 2006  | CSS                   |
| 406131 - | 2006 VY96                | 10 novembre 2006  | Spacewatch            |
| 406132 - | 2006 VM98                | 21 ottobre 2006   | Mt. Lemmon Survey     |
| 406133 - | 2006 VF102               | 27 settembre 2006 | Mt. Lemmon Survey     |
| 406134 - | 2006 VJ103               | 12 novembre 2006  | Lin, H.-C., Ye, Q.-z. |
| 406135 - | 2006 VB104               | 13 novembre 2006  | Spacewatch            |
| 406136 - | 2006 VL108               | 20 ottobre 2006   | Mt. Lemmon Survey     |
| 406137 - | 2006 VP109               | 30 ottobre 2006   | CSS                   |
| 406138 - | 2006 VM111               | 13 novembre 2006  | Spacewatch            |
| 406139 - | 2006 VW113               | 13 novembre 2006  | Spacewatch            |
| 406140 - | 2006 VA114               | 21 ottobre 2006   | Spacewatch            |
| 406141 - | 2006 VE115               | 4 ottobre 2006    | Mt. Lemmon Survey     |
| 406142 - | 2006 VM116               | 14 novembre 2006  | LINEAR                |
| 406143 - | 2006 VK118               | 27 ottobre 2006   | Mt. Lemmon Survey     |
| 406144 - | 2006 VP127               | 23 ottobre 2006   | Spacewatch            |
| 406145 - | 2006 VP130               | 15 novembre 2006  | Spacewatch            |
| 406146 - | 2006 VR131               | 15 novembre 2006  | CSS                   |
| 406147 - | 2006 VA136               | 15 novembre 2006  | Spacewatch            |
| 406148 - | 2006 VO140               | 15 novembre 2006  | Spacewatch            |
| 406149 - | 2006 VH150               | 9 novembre 2006   | NEAT                  |
| 406150 - | 2006 VV154               | 8 novembre 2006   | NEAT                  |
| 406151 - | 2006 VB155               | 8 maggio 2005     | Spacewatch            |
| 406152 - | 2006 VK169               | 10 novembre 2006  | Spacewatch            |
| 406153 - | 2006 VM169               | 11 novembre 2006  | Spacewatch            |
| 406154 - | 2006 VT170               | 1º novembre 2006  | Mt. Lemmon Survey     |
| 406155 - | 2006 VU171               | 8 novembre 2006   | NEAT                  |
| 406156 - | 2006 VA172               | 13 novembre 2006  | Mt. Lemmon Survey     |
| 406157 - | 2006 WT4                 | 18 settembre 2006 | Spacewatch            |
| 406158 - | 2006 WM6                 | 16 novembre 2006  | Spacewatch            |
| 406159 - | 2006 WU11                | 19 ottobre 2006   | Mt. Lemmon Survey     |
| 406160 - | 2006 WQ17                | 1º novembre 2006  | Mt. Lemmon Survey     |
| 406161 - | 2006 WP26                | 18 novembre 2006  | LINEAR                |
| 406162 - | 2006 WF35                | 16 novembre 2006  | Spacewatch            |
| 406163 - | 2006 WB38                | 23 ottobre 2006   | Mt. Lemmon Survey     |
| 406164 - | 2006 WH38                | 16 novembre 2006  | Spacewatch            |
| 406165 - | 2006 WC40                | 16 novembre 2006  | Spacewatch            |
| 406166 - | 2006 WY45                | 16 novembre 2006  | Mt. Lemmon Survey     |
| 406167 - | 2006 WM47                | 16 novembre 2006  | Spacewatch            |
| 406168 - | 2006 WS47                | 16 novembre 2006  | Spacewatch            |
| 406169 - | 2006 WX50                | 1º novembre 2006  | Mt. Lemmon Survey     |
| 406170 - | 2006 WN52                | 16 novembre 2006  | Spacewatch            |
| 406171 - | 2006 WC58                | 17 novembre 2006  | Spacewatch            |
| 406172 - | 2006 WB72                | 31 ottobre 2006   | Mt. Lemmon Survey     |
| 406173 - | 2006 WF72                | 31 ottobre 2006   | Mt. Lemmon Survey     |
| 406174 - | 2006 WC74                | 18 novembre 2006  | Spacewatch            |
| 406175 - | 2006 WB78                | 18 novembre 2006  | Spacewatch            |
| 406176 - | 2006 WQ80                | 18 novembre 2006  | Spacewatch            |
| 406177 - | 2006 WQ81                | 18 novembre 2006  | Spacewatch            |
| 406178 - | 2006 WO94                | 19 novembre 2006  | Spacewatch            |
| 406179 - | 2006 WL98                | 19 novembre 2006  | Spacewatch            |
| 406180 - | 2006 WV99                | 19 novembre 2006  | Spacewatch            |
| 406181 - | 2006 WC100               | 19 novembre 2006  | CSS                   |
| 406182 - | 2006 WD100               | 22 ottobre 2006   | CSS                   |
| 406183 - | 2006 WW101               | 19 novembre 2006  | CSS                   |
| 406184 - | 2006 WX108               | 15 novembre 2006  | CSS                   |
| 406185 - | 2006 WE117               | 23 ottobre 2006   | CSS                   |
| 406186 - | 2006 WQ117               | 20 novembre 2006  | CSS                   |
| 406187 - | 2006 WM122               | 21 novembre 2006  | Mt. Lemmon Survey     |
| 406188 - | 2006 WK124               | 14 novembre 2006  | Spacewatch            |
| 406189 - | 2006 WP128               | 26 novembre 2006  | Yeung, W. K. Y.       |
| 406190 - | 2006 WJ136               | 19 novembre 2006  | Spacewatch            |
| 406191 - | 2006 WP139               | 31 ottobre 2006   | Mt. Lemmon Survey     |
| 406192 - | 2006 WY142               | 20 novembre 2006  | Spacewatch            |
| 406193 - | 2006 WT172               | 23 novembre 2006  | Spacewatch            |
| 406194 - | 2006 WA179               | 24 novembre 2006  | Mt. Lemmon Survey     |
| 406195 - | 2006 WR185               | 16 novembre 2006  | CSS                   |
| 406196 - | 2006 WP190               | 25 novembre 2006  | Spacewatch            |
| 406197 - | 2006 WV194               | 18 novembre 2006  | Mt. Lemmon Survey     |
| 406198 - | 2006 WX199               | 16 novembre 2006  | Mt. Lemmon Survey     |
| 406199 - | 2006 WQ200               | 22 novembre 2006  | Spacewatch            |
| 406200 - | 2006 WP201               | 22 novembre 2006  | LINEAR                |

## 406201-406300
| Nome     | Designazione provvisoria | Data di scoperta  | Scopritore        |
| -------- | ------------------------ | ----------------- | ----------------- |
| 406201 - | 2006 XF16                | 10 dicembre 2006  | Spacewatch        |
| 406202 - | 2006 XV16                | 27 novembre 2006  | Mt. Lemmon Survey |
| 406203 - | 2006 XL25                | 12 dicembre 2006  | Mt. Lemmon Survey |
| 406204 - | 2006 XB38                | 11 dicembre 2006  | Spacewatch        |
| 406205 - | 2006 XM63                | 19 settembre 2006 | CSS               |
| 406206 - | 2006 XT63                | 15 novembre 2006  | CSS               |
| 406207 - | 2006 XN65                | 12 dicembre 2006  | NEAT              |
| 406208 - | 2006 YP8                 | 20 dicembre 2006  | Mt. Lemmon Survey |
| 406209 - | 2006 YW22                | 13 dicembre 2006  | Spacewatch        |
| 406210 - | 2006 YN38                | 25 novembre 2006  | Mt. Lemmon Survey |
| 406211 - | 2006 YV45                | 16 novembre 2006  | LINEAR            |
| 406212 - | 2006 YP47                | 14 dicembre 2006  | Spacewatch        |
| 406213 - | 2007 AB2                 | 10 gennaio 2007   | CSS               |
| 406214 - | 2007 AP3                 | 18 novembre 2006  | Mt. Lemmon Survey |
| 406215 - | 2007 AZ24                | 10 gennaio 2007   | Spacewatch        |
| 406216 - | 2007 AN29                | 8 gennaio 2007    | Spacewatch        |
| 406217 - | 2007 AM31                | 22 novembre 2006  | Mt. Lemmon Survey |
| 406218 - | 2007 BB15                | 17 gennaio 2007   | Spacewatch        |
| 406219 - | 2007 BK18                | 17 gennaio 2007   | NEAT              |
| 406220 - | 2007 BD20                | 21 dicembre 2006  | Spacewatch        |
| 406221 - | 2007 BO20                | 23 gennaio 2007   | LONEOS            |
| 406222 - | 2007 BP22                | 24 gennaio 2007   | CSS               |
| 406223 - | 2007 BP31                | 17 gennaio 2007   | Mt. Lemmon Survey |
| 406224 - | 2007 BV31                | 24 dicembre 2006  | Mt. Lemmon Survey |
| 406225 - | 2007 BF32                | 24 gennaio 2007   | Mt. Lemmon Survey |
| 406226 - | 2007 BL32                | 24 gennaio 2007   | Mt. Lemmon Survey |
| 406227 - | 2007 BO34                | 24 gennaio 2007   | Mt. Lemmon Survey |
| 406228 - | 2007 BR36                | 23 ottobre 2006   | Mt. Lemmon Survey |
| 406229 - | 2007 BA39                | 24 gennaio 2007   | CSS               |
| 406230 - | 2007 BO50                | 1º novembre 2006  | Spacewatch        |
| 406231 - | 2007 BR52                | 24 gennaio 2007   | Spacewatch        |
| 406232 - | 2007 BZ54                | 24 gennaio 2007   | Mt. Lemmon Survey |
| 406233 - | 2007 BO63                | 25 ottobre 2005   | Spacewatch        |
| 406234 - | 2007 BC66                | 27 gennaio 2007   | Mt. Lemmon Survey |
| 406235 - | 2007 BF73                | 25 gennaio 2007   | LINEAR            |
| 406236 - | 2007 BJ100               | 17 gennaio 2007   | Spacewatch        |
| 406237 - | 2007 CW10                | 24 novembre 2006  | Mt. Lemmon Survey |
| 406238 - | 2007 CQ17                | 21 novembre 2006  | Mt. Lemmon Survey |
| 406239 - | 2007 CB37                | 27 gennaio 2007   | Spacewatch        |
| 406240 - | 2007 CB48                | 10 febbraio 2007  | Mt. Lemmon Survey |
| 406241 - | 2007 CM50                | 8 febbraio 2007   | NEAT              |
| 406242 - | 2007 CJ55                | 10 febbraio 2007  | Mt. Lemmon Survey |
| 406243 - | 2007 CY62                | 10 gennaio 2007   | Spacewatch        |
| 406244 - | 2007 CP75                | 14 febbraio 2007  | Mauna Kea         |
| 406245 - | 2007 DP13                | 16 febbraio 2007  | Crni Vrh          |
| 406246 - | 2007 DE21                | 28 gennaio 2007   | Mt. Lemmon Survey |
| 406247 - | 2007 DT22                | 17 febbraio 2007  | Spacewatch        |
| 406248 - | 2007 DX25                | 27 gennaio 2007   | Mt. Lemmon Survey |
| 406249 - | 2007 DG32                | 17 febbraio 2007  | Spacewatch        |
| 406250 - | 2007 DL32                | 17 febbraio 2007  | Spacewatch        |
| 406251 - | 2007 DY32                | 27 gennaio 2007   | Mt. Lemmon Survey |
| 406252 - | 2007 DW38                | 17 febbraio 2007  | Spacewatch        |
| 406253 - | 2007 DD43                | 8 febbraio 2007   | Spacewatch        |
| 406254 - | 2007 DA55                | 23 agosto 2004    | Spacewatch        |
| 406255 - | 2007 DP63                | 21 febbraio 2007  | Spacewatch        |
| 406256 - | 2007 DH91                | 23 febbraio 2007  | Mt. Lemmon Survey |
| 406257 - | 2007 DE96                | 23 febbraio 2007  | Spacewatch        |
| 406258 - | 2007 DQ115               | 21 febbraio 2007  | Mt. Lemmon Survey |
| 406259 - | 2007 DB116               | 4 novembre 2005   | Spacewatch        |
| 406260 - | 2007 DS116               | 17 febbraio 2007  | Crni Vrh          |
| 406261 - | 2007 DN117               | 25 febbraio 2007  | Mt. Lemmon Survey |
| 406262 - | 2007 EB4                 | 9 marzo 2007      | Spacewatch        |
| 406263 - | 2007 ER8                 | 9 marzo 2007      | Mt. Lemmon Survey |
| 406264 - | 2007 EY28                | 9 marzo 2007      | Mt. Lemmon Survey |
| 406265 - | 2007 ED46                | 9 marzo 2007      | Mt. Lemmon Survey |
| 406266 - | 2007 ET48                | 9 marzo 2007      | Spacewatch        |
| 406267 - | 2007 EK51                | 10 marzo 2007     | NEAT              |
| 406268 - | 2007 EZ53                | 11 marzo 2007     | Mt. Lemmon Survey |
| 406269 - | 2007 EA58                | 27 gennaio 2007   | Spacewatch        |
| 406270 - | 2007 EB61                | 4 ottobre 2004    | Spacewatch        |
| 406271 - | 2007 EB66                | 10 marzo 2007     | Spacewatch        |
| 406272 - | 2007 EW67                | 25 febbraio 2007  | Mt. Lemmon Survey |
| 406273 - | 2007 EQ76                | 10 marzo 2007     | Spacewatch        |
| 406274 - | 2007 EB84                | 26 febbraio 2007  | Mt. Lemmon Survey |
| 406275 - | 2007 EN84                | 26 febbraio 2007  | Mt. Lemmon Survey |
| 406276 - | 2007 ET101               | 11 marzo 2007     | Spacewatch        |
| 406277 - | 2007 EH127               | 21 febbraio 2007  | Spacewatch        |
| 406278 - | 2007 EG135               | 10 marzo 2007     | Mt. Lemmon Survey |
| 406279 - | 2007 EJ135               | 10 marzo 2007     | Mt. Lemmon Survey |
| 406280 - | 2007 ES145               | 12 marzo 2007     | Mt. Lemmon Survey |
| 406281 - | 2007 EU145               | 12 marzo 2007     | Mt. Lemmon Survey |
| 406282 - | 2007 EY149               | 12 marzo 2007     | Mt. Lemmon Survey |
| 406283 - | 2007 EW161               | 15 marzo 2007     | Mt. Lemmon Survey |
| 406284 - | 2007 EU165               | 11 marzo 2007     | CSS               |
| 406285 - | 2007 EG174               | 14 marzo 2007     | Spacewatch        |
| 406286 - | 2007 EM191               | 13 marzo 2007     | Spacewatch        |
| 406287 - | 2007 EO216               | 26 febbraio 2007  | Mt. Lemmon Survey |
| 406288 - | 2007 EC217               | 9 marzo 2007      | Mt. Lemmon Survey |
| 406289 - | 2007 ED217               | 9 marzo 2007      | Mt. Lemmon Survey |
| 406290 - | 2007 EO218               | 10 marzo 2007     | Mt. Lemmon Survey |
| 406291 - | 2007 EB219               | 13 marzo 2007     | Spacewatch        |
| 406292 - | 2007 EK221               | 15 marzo 2007     | Spacewatch        |
| 406293 - | 2007 FQ16                | 28 gennaio 2007   | Spacewatch        |
| 406294 - | 2007 FB25                | 20 marzo 2007     | Spacewatch        |
| 406295 - | 2007 FK25                | 20 marzo 2007     | Spacewatch        |
| 406296 - | 2007 FO29                | 10 marzo 2007     | Mt. Lemmon Survey |
| 406297 - | 2007 FJ48                | 26 marzo 2007     | Mt. Lemmon Survey |
| 406298 - | 2007 FT49                | 20 marzo 2007     | Spacewatch        |
| 406299 - | 2007 GY23                | 11 aprile 2007    | Spacewatch        |
| 406300 - | 2007 GR24                | 11 aprile 2007    | Spacewatch        |

## 406301-406400
| Nome          | Designazione provvisoria | Data di scoperta  | Scopritore             |
| ------------- | ------------------------ | ----------------- | ---------------------- |
| 406301 -      | 2007 GO51                | 26 marzo 2007     | CSS                    |
| 406302 -      | 2007 GX52                | 14 aprile 2007    | Spacewatch             |
| 406303 -      | 2007 GM59                | 15 aprile 2007    | Spacewatch             |
| 406304 -      | 2007 HV21                | 18 aprile 2007    | Spacewatch             |
| 406305 -      | 2007 HN27                | 18 aprile 2007    | Spacewatch             |
| 406306 -      | 2007 HN42                | 22 aprile 2007    | Mt. Lemmon Survey      |
| 406307 -      | 2007 HA43                | 20 marzo 2007     | Spacewatch             |
| 406308 Nanwai | 2007 HG60                | 18 aprile 2007    | PMO NEO Survey Program |
| 406309 -      | 2007 HX69                | 24 aprile 2007    | Spacewatch             |
| 406310 -      | 2007 HB75                | 22 aprile 2007    | Spacewatch             |
| 406311 -      | 2007 HL84                | 22 aprile 2007    | Mt. Lemmon Survey      |
| 406312 -      | 2007 HP95                | 18 aprile 2007    | Spacewatch             |
| 406313 -      | 2007 JY13                | 9 maggio 2007     | Mt. Lemmon Survey      |
| 406314 -      | 2007 JQ19                | 18 aprile 2007    | Mt. Lemmon Survey      |
| 406315 -      | 2007 JY21                | 10 maggio 2007    | Spacewatch             |
| 406316 -      | 2007 JU27                | 14 aprile 2007    | Spacewatch             |
| 406317 -      | 2007 JH31                | 12 maggio 2007    | Mt. Lemmon Survey      |
| 406318 -      | 2007 JU37                | 12 maggio 2007    | Mt. Lemmon Survey      |
| 406319 -      | 2007 LP5                 | 10 maggio 2007    | Mt. Lemmon Survey      |
| 406320 -      | 2007 LZ10                | 4 novembre 2004   | Spacewatch             |
| 406321 -      | 2007 LR16                | 10 giugno 2007    | Spacewatch             |
| 406322 -      | 2007 LP24                | 14 giugno 2007    | Spacewatch             |
| 406323 -      | 2007 PE1                 | 4 agosto 2007     | Bickel, W.             |
| 406324 -      | 2007 PR8                 | 7 ottobre 2004    | Spacewatch             |
| 406325 -      | 2007 PH36                | 13 agosto 2007    | LINEAR                 |
| 406326 -      | 2007 PE49                | 9 agosto 2007     | LINEAR                 |
| 406327 -      | 2007 QH10                | 23 agosto 2007    | Spacewatch             |
| 406328 -      | 2007 QK12                | 15 giugno 2007    | Spacewatch             |
| 406329 -      | 2007 QQ17                | 24 agosto 2007    | Spacewatch             |
| 406330 -      | 2007 RB3                 | 3 settembre 2007  | CSS                    |
| 406331 -      | 2007 RM14                | 11 settembre 2007 | Remanzacco             |
| 406332 -      | 2007 RU33                | 5 settembre 2007  | Mt. Lemmon Survey      |
| 406333 -      | 2007 RN34                | 6 settembre 2007  | LONEOS                 |
| 406334 -      | 2007 RS34                | 6 settembre 2007  | LONEOS                 |
| 406335 -      | 2007 RV37                | 8 settembre 2007  | LONEOS                 |
| 406336 -      | 2007 RW43                | 9 settembre 2007  | Spacewatch             |
| 406337 -      | 2007 RT46                | 9 settembre 2007  | Spacewatch             |
| 406338 -      | 2007 RU59                | 10 settembre 2007 | CSS                    |
| 406339 -      | 2007 RE64                | 10 settembre 2007 | Mt. Lemmon Survey      |
| 406340 -      | 2007 RZ67                | 10 settembre 2007 | Spacewatch             |
| 406341 -      | 2007 RW79                | 24 agosto 2007    | Spacewatch             |
| 406342 -      | 2007 RR87                | 10 settembre 2007 | Mt. Lemmon Survey      |
| 406343 -      | 2007 RU95                | 10 settembre 2007 | Spacewatch             |
| 406344 -      | 2007 RW95                | 10 settembre 2007 | Spacewatch             |
| 406345 -      | 2007 RZ106               | 11 settembre 2007 | Mt. Lemmon Survey      |
| 406346 -      | 2007 RG111               | 11 settembre 2007 | Spacewatch             |
| 406347 -      | 2007 RH127               | 12 settembre 2007 | Mt. Lemmon Survey      |
| 406348 -      | 2007 RL127               | 12 settembre 2007 | Mt. Lemmon Survey      |
| 406349 -      | 2007 RU128               | 12 settembre 2007 | Mt. Lemmon Survey      |
| 406350 -      | 2007 RU139               | 13 settembre 2007 | LINEAR                 |
| 406351 -      | 2007 RL140               | 13 settembre 2007 | LINEAR                 |
| 406352 -      | 2007 RC162               | 15 settembre 2007 | Ory, M.                |
| 406353 -      | 2007 RK169               | 10 settembre 2007 | Spacewatch             |
| 406354 -      | 2007 RA171               | 10 settembre 2007 | Spacewatch             |
| 406355 -      | 2007 RR171               | 10 settembre 2007 | Spacewatch             |
| 406356 -      | 2007 RE179               | 10 settembre 2007 | Mt. Lemmon Survey      |
| 406357 -      | 2007 RW181               | 11 settembre 2007 | Mt. Lemmon Survey      |
| 406358 -      | 2007 RR191               | 11 settembre 2007 | Spacewatch             |
| 406359 -      | 2007 RA193               | 12 settembre 2007 | Spacewatch             |
| 406360 -      | 2007 RU195               | 12 settembre 2007 | Spacewatch             |
| 406361 -      | 2007 RQ200               | 13 settembre 2007 | Spacewatch             |
| 406362 -      | 2007 RD202               | 13 settembre 2007 | Spacewatch             |
| 406363 -      | 2007 RH205               | 9 settembre 2007  | Spacewatch             |
| 406364 -      | 2007 RU210               | 11 settembre 2007 | Spacewatch             |
| 406365 -      | 2007 RU212               | 2 settembre 2007  | Mt. Lemmon Survey      |
| 406366 -      | 2007 RB214               | 8 novembre 1993   | Spacewatch             |
| 406367 -      | 2007 RJ216               | 13 settembre 2007 | LONEOS                 |
| 406368 -      | 2007 RT220               | 14 settembre 2007 | Mt. Lemmon Survey      |
| 406369 -      | 2007 RV233               | 13 agosto 2007    | LINEAR                 |
| 406370 -      | 2007 RV252               | 13 settembre 2007 | Mt. Lemmon Survey      |
| 406371 -      | 2007 RU265               | 15 settembre 2007 | Mt. Lemmon Survey      |
| 406372 -      | 2007 RQ267               | 15 settembre 2007 | Spacewatch             |
| 406373 -      | 2007 RY268               | 15 settembre 2007 | Mt. Lemmon Survey      |
| 406374 -      | 2007 RE284               | 10 settembre 2007 | Spacewatch             |
| 406375 -      | 2007 RH298               | 9 settembre 2007  | Spacewatch             |
| 406376 -      | 2007 RN302               | 8 settembre 2007  | Mt. Lemmon Survey      |
| 406377 -      | 2007 RM312               | 13 settembre 2007 | CSS                    |
| 406378 -      | 2007 RB315               | 7 settembre 2007  | LINEAR                 |
| 406379 -      | 2007 RP315               | 12 settembre 2007 | CSS                    |
| 406380 -      | 2007 RX316               | 9 settembre 2007  | Spacewatch             |
| 406381 -      | 2007 RK319               | 12 settembre 2007 | Mt. Lemmon Survey      |
| 406382 -      | 2007 RY320               | 11 settembre 2007 | Spacewatch             |
| 406383 -      | 2007 RP322               | 13 settembre 2007 | LINEAR                 |
| 406384 -      | 2007 RX323               | 12 settembre 2007 | CSS                    |
| 406385 -      | 2007 ST6                 | 18 settembre 2007 | LONEOS                 |
| 406386 -      | 2007 SZ10                | 21 settembre 2007 | Bickel, W.             |
| 406387 -      | 2007 SK12                | 30 ottobre 2000   | LINEAR                 |
| 406388 -      | 2007 SW16                | 14 settembre 2007 | Mt. Lemmon Survey      |
| 406389 -      | 2007 TZ3                 | 5 ottobre 2007    | Ferrando, R.           |
| 406390 -      | 2007 TF9                 | 6 ottobre 2007    | LINEAR                 |
| 406391 -      | 2007 TQ10                | 6 ottobre 2007    | LINEAR                 |
| 406392 -      | 2007 TB17                | 4 ottobre 2007    | Spacewatch             |
| 406393 -      | 2007 TQ19                | 7 ottobre 2007    | Crni Vrh               |
| 406394 -      | 2007 TD33                | 6 ottobre 2007    | Spacewatch             |
| 406395 -      | 2007 TS36                | 4 ottobre 2007    | CSS                    |
| 406396 -      | 2007 TJ55                | 8 settembre 2007  | Mt. Lemmon Survey      |
| 406397 -      | 2007 TZ62                | 7 ottobre 2007    | Mt. Lemmon Survey      |
| 406398 -      | 2007 TZ67                | 9 settembre 2007  | LONEOS                 |
| 406399 -      | 2007 TG73                | 14 ottobre 2007   | Ries, W.               |
| 406400 -      | 2007 TC79                | 15 settembre 2007 | Mt. Lemmon Survey      |

## 406401-406500
| Nome     | Designazione provvisoria | Data di scoperta  | Scopritore             |
| -------- | ------------------------ | ----------------- | ---------------------- |
| 406401 - | 2007 TU79                | 6 ottobre 2007    | Spacewatch             |
| 406402 - | 2007 TB94                | 7 ottobre 2007    | CSS                    |
| 406403 - | 2007 TD103               | 8 ottobre 2007    | Mt. Lemmon Survey      |
| 406404 - | 2007 TP105               | 15 ottobre 2007   | Calvin College         |
| 406405 - | 2007 TJ109               | 7 ottobre 2007    | CSS                    |
| 406406 - | 2007 TD115               | 8 ottobre 2007    | LONEOS                 |
| 406407 - | 2007 TZ119               | 9 ottobre 2007    | PMO NEO Survey Program |
| 406408 - | 2007 TP124               | 6 ottobre 2007    | Spacewatch             |
| 406409 - | 2007 TK125               | 6 ottobre 2007    | Spacewatch             |
| 406410 - | 2007 TT129               | 15 settembre 2007 | Mt. Lemmon Survey      |
| 406411 - | 2007 TZ137               | 8 ottobre 2007    | Mt. Lemmon Survey      |
| 406412 - | 2007 TW144               | 6 ottobre 2007    | LINEAR                 |
| 406413 - | 2007 TZ150               | 24 settembre 2007 | Spacewatch             |
| 406414 - | 2007 TG153               | 9 ottobre 2007    | LINEAR                 |
| 406415 - | 2007 TH156               | 8 ottobre 2007    | CSS                    |
| 406416 - | 2007 TA159               | 24 settembre 2007 | Spacewatch             |
| 406417 - | 2007 TP160               | 9 ottobre 2007    | LINEAR                 |
| 406418 - | 2007 TP163               | 6 ottobre 2007    | Spacewatch             |
| 406419 - | 2007 TZ166               | 12 ottobre 2007   | LINEAR                 |
| 406420 - | 2007 TF170               | 27 settembre 2007 | Mt. Lemmon Survey      |
| 406421 - | 2007 TL175               | 4 ottobre 2007    | Spacewatch             |
| 406422 - | 2007 TR176               | 6 ottobre 2007    | Spacewatch             |
| 406423 - | 2007 TN179               | 7 ottobre 2007    | CSS                    |
| 406424 - | 2007 TJ182               | 11 settembre 2007 | CSS                    |
| 406425 - | 2007 TQ197               | 8 ottobre 2007    | Mt. Lemmon Survey      |
| 406426 - | 2007 TY200               | 8 ottobre 2007    | Spacewatch             |
| 406427 - | 2007 TB207               | 10 ottobre 2007   | Mt. Lemmon Survey      |
| 406428 - | 2007 TH213               | 7 ottobre 2007    | Spacewatch             |
| 406429 - | 2007 TL218               | 7 ottobre 2007    | Spacewatch             |
| 406430 - | 2007 TE224               | 10 ottobre 2007   | Mt. Lemmon Survey      |
| 406431 - | 2007 TZ235               | 9 ottobre 2007    | Mt. Lemmon Survey      |
| 406432 - | 2007 TK240               | 14 ottobre 2007   | LINEAR                 |
| 406433 - | 2007 TQ243               | 8 ottobre 2007    | LONEOS                 |
| 406434 - | 2007 TQ245               | 8 ottobre 2007    | PMO NEO Survey Program |
| 406435 - | 2007 TQ256               | 10 ottobre 2007   | Spacewatch             |
| 406436 - | 2007 TS262               | 10 ottobre 2007   | Spacewatch             |
| 406437 - | 2007 TB283               | 8 ottobre 2007    | Mt. Lemmon Survey      |
| 406438 - | 2007 TE292               | 11 settembre 2007 | Mt. Lemmon Survey      |
| 406439 - | 2007 TM307               | 9 ottobre 2007    | Spacewatch             |
| 406440 - | 2007 TK311               | 11 settembre 2007 | Mt. Lemmon Survey      |
| 406441 - | 2007 TR322               | 11 ottobre 2007   | Spacewatch             |
| 406442 - | 2007 TT323               | 29 settembre 2003 | Spacewatch             |
| 406443 - | 2007 TW338               | 15 ottobre 2007   | Spacewatch             |
| 406444 - | 2007 TB358               | 14 ottobre 2007   | Mt. Lemmon Survey      |
| 406445 - | 2007 TL367               | 10 ottobre 2007   | CSS                    |
| 406446 - | 2007 TB377               | 11 ottobre 2007   | CSS                    |
| 406447 - | 2007 TB382               | 14 ottobre 2007   | Spacewatch             |
| 406448 - | 2007 TD383               | 14 ottobre 2007   | Spacewatch             |
| 406449 - | 2007 TO385               | 4 ottobre 2007    | Spacewatch             |
| 406450 - | 2007 TP397               | 10 ottobre 2007   | CSS                    |
| 406451 - | 2007 TN401               | 15 ottobre 2007   | CSS                    |
| 406452 - | 2007 TE428               | 10 ottobre 2007   | Spacewatch             |
| 406453 - | 2007 TE430               | 12 ottobre 2007   | Mt. Lemmon Survey      |
| 406454 - | 2007 TG430               | 14 ottobre 2007   | Mt. Lemmon Survey      |
| 406455 - | 2007 TD433               | 8 ottobre 2007    | Spacewatch             |
| 406456 - | 2007 TP434               | 10 ottobre 2007   | CSS                    |
| 406457 - | 2007 TO435               | 13 ottobre 2007   | CSS                    |
| 406458 - | 2007 TS435               | 14 ottobre 2007   | Mt. Lemmon Survey      |
| 406459 - | 2007 TH437               | 8 ottobre 2007    | Mt. Lemmon Survey      |
| 406460 - | 2007 TY446               | 10 ottobre 2007   | CSS                    |
| 406461 - | 2007 UD15                | 12 settembre 2007 | Mt. Lemmon Survey      |
| 406462 - | 2007 UC18                | 17 ottobre 2007   | LONEOS                 |
| 406463 - | 2007 UM23                | 8 ottobre 2007    | Mt. Lemmon Survey      |
| 406464 - | 2007 UY23                | 16 ottobre 2007   | Spacewatch             |
| 406465 - | 2007 UO29                | 18 ottobre 2007   | Mt. Lemmon Survey      |
| 406466 - | 2007 UW44                | 4 ottobre 2007    | Spacewatch             |
| 406467 - | 2007 UA49                | 15 settembre 2007 | Mt. Lemmon Survey      |
| 406468 - | 2007 US54                | 18 settembre 2007 | Mt. Lemmon Survey      |
| 406469 - | 2007 UL56                | 7 ottobre 2007    | Mt. Lemmon Survey      |
| 406470 - | 2007 UB59                | 13 settembre 2007 | Mt. Lemmon Survey      |
| 406471 - | 2007 UE61                | 30 ottobre 2007   | Mt. Lemmon Survey      |
| 406472 - | 2007 UT71                | 30 ottobre 2007   | CSS                    |
| 406473 - | 2007 UU77                | 4 ottobre 2007    | Spacewatch             |
| 406474 - | 2007 UU82                | 30 ottobre 2007   | Spacewatch             |
| 406475 - | 2007 UP84                | 30 ottobre 2007   | Spacewatch             |
| 406476 - | 2007 UA86                | 10 settembre 2007 | Mt. Lemmon Survey      |
| 406477 - | 2007 UV90                | 30 ottobre 2007   | Mt. Lemmon Survey      |
| 406478 - | 2007 UZ90                | 30 ottobre 2007   | Mt. Lemmon Survey      |
| 406479 - | 2007 UL94                | 7 ottobre 2007    | Spacewatch             |
| 406480 - | 2007 UN96                | 30 ottobre 2007   | Spacewatch             |
| 406481 - | 2007 UL97                | 30 ottobre 2007   | Mt. Lemmon Survey      |
| 406482 - | 2007 UG99                | 30 ottobre 2007   | Spacewatch             |
| 406483 - | 2007 US99                | 14 ottobre 2007   | Mt. Lemmon Survey      |
| 406484 - | 2007 UT106               | 19 ottobre 2007   | Spacewatch             |
| 406485 - | 2007 UP122               | 12 ottobre 2007   | Spacewatch             |
| 406486 - | 2007 UO131               | 16 ottobre 2007   | CSS                    |
| 406487 - | 2007 UC139               | 21 ottobre 2007   | CSS                    |
| 406488 - | 2007 VO                  | 11 ottobre 2007   | Spacewatch             |
| 406489 - | 2007 VF7                 | 1º novembre 2007  | Spacewatch             |
| 406490 - | 2007 VT11                | 4 novembre 2007   | Spacewatch             |
| 406491 - | 2007 VS29                | 19 ottobre 2007   | Mt. Lemmon Survey      |
| 406492 - | 2007 VV29                | 1º novembre 2007  | Spacewatch             |
| 406493 - | 2007 VZ34                | 3 novembre 2007   | Spacewatch             |
| 406494 - | 2007 VD47                | 1º novembre 2007  | Spacewatch             |
| 406495 - | 2007 VX49                | 1º novembre 2007  | Spacewatch             |
| 406496 - | 2007 VR51                | 1º novembre 2007  | Spacewatch             |
| 406497 - | 2007 VO68                | 3 novembre 2007   | Mt. Lemmon Survey      |
| 406498 - | 2007 VE75                | 3 novembre 2007   | Spacewatch             |
| 406499 - | 2007 VX84                | 8 novembre 2007   | Lowe, A.               |
| 406500 - | 2007 VY100               | 2 novembre 2007   | Spacewatch             |

## 406501-406600
| Nome     | Designazione provvisoria | Data di scoperta  | Scopritore             |
| -------- | ------------------------ | ----------------- | ---------------------- |
| 406501 - | 2007 VW102               | 3 novembre 2007   | Spacewatch             |
| 406502 - | 2007 VK103               | 13 ottobre 2007   | CSS                    |
| 406503 - | 2007 VL115               | 3 novembre 2007   | Spacewatch             |
| 406504 - | 2007 VE121               | 5 novembre 2007   | Spacewatch             |
| 406505 - | 2007 VA134               | 7 ottobre 2007    | Spacewatch             |
| 406506 - | 2007 VM141               | 4 novembre 2007   | Spacewatch             |
| 406507 - | 2007 VN148               | 14 settembre 2007 | Mt. Lemmon Survey      |
| 406508 - | 2007 VR148               | 20 ottobre 2007   | Mt. Lemmon Survey      |
| 406509 - | 2007 VT150               | 7 novembre 2007   | Spacewatch             |
| 406510 - | 2007 VG151               | 7 novembre 2007   | CSS                    |
| 406511 - | 2007 VO151               | 7 novembre 2007   | Mt. Lemmon Survey      |
| 406512 - | 2007 VD154               | 18 settembre 2007 | Mt. Lemmon Survey      |
| 406513 - | 2007 VX180               | 8 ottobre 2007    | Spacewatch             |
| 406514 - | 2007 VR192               | 4 novembre 2007   | Mt. Lemmon Survey      |
| 406515 - | 2007 VO197               | 8 novembre 2007   | Mt. Lemmon Survey      |
| 406516 - | 2007 VM206               | 8 ottobre 2007    | CSS                    |
| 406517 - | 2007 VB211               | 26 settembre 2007 | Mt. Lemmon Survey      |
| 406518 - | 2007 VQ211               | 9 novembre 2007   | Spacewatch             |
| 406519 - | 2007 VX212               | 9 novembre 2007   | Spacewatch             |
| 406520 - | 2007 VM224               | 19 ottobre 2007   | CSS                    |
| 406521 - | 2007 VC225               | 9 novembre 2007   | Mt. Lemmon Survey      |
| 406522 - | 2007 VR226               | 9 novembre 2007   | Mt. Lemmon Survey      |
| 406523 - | 2007 VO229               | 7 novembre 2007   | Spacewatch             |
| 406524 - | 2007 VK230               | 7 novembre 2007   | Spacewatch             |
| 406525 - | 2007 VQ253               | 25 ottobre 2007   | Mt. Lemmon Survey      |
| 406526 - | 2007 VG255               | 11 novembre 2007  | Mt. Lemmon Survey      |
| 406527 - | 2007 VH260               | 15 novembre 2007  | LONEOS                 |
| 406528 - | 2007 VV273               | 20 ottobre 2007   | Mt. Lemmon Survey      |
| 406529 - | 2007 VY274               | 13 novembre 2007  | Mt. Lemmon Survey      |
| 406530 - | 2007 VS290               | 1º novembre 2007  | Spacewatch             |
| 406531 - | 2007 VD308               | 5 novembre 2007   | Mt. Lemmon Survey      |
| 406532 - | 2007 VR308               | 7 novembre 2007   | Spacewatch             |
| 406533 - | 2007 VL315               | 5 novembre 2007   | PMO NEO Survey Program |
| 406534 - | 2007 VQ316               | 6 novembre 2007   | Spacewatch             |
| 406535 - | 2007 VN320               | 4 novembre 2007   | Spacewatch             |
| 406536 - | 2007 VD321               | 7 novembre 2007   | Spacewatch             |
| 406537 - | 2007 VP325               | 2 novembre 2007   | Spacewatch             |
| 406538 - | 2007 VG327               | 6 novembre 2007   | Spacewatch             |
| 406539 - | 2007 VF332               | 7 novembre 2007   | Mt. Lemmon Survey      |
| 406540 - | 2007 VU332               | 8 novembre 2007   | Mt. Lemmon Survey      |
| 406541 - | 2007 VK333               | 11 novembre 2007  | LINEAR                 |
| 406542 - | 2007 WJ5                 | 18 novembre 2007  | BATTeRS                |
| 406543 - | 2007 WM8                 | 18 novembre 2007  | LINEAR                 |
| 406544 - | 2007 WT9                 | 12 ottobre 2007   | Spacewatch             |
| 406545 - | 2007 WB15                | 15 settembre 2007 | Mt. Lemmon Survey      |
| 406546 - | 2007 WN32                | 2 novembre 2007   | Spacewatch             |
| 406547 - | 2007 WQ37                | 19 novembre 2007  | Mt. Lemmon Survey      |
| 406548 - | 2007 WF44                | 19 novembre 2007  | Mt. Lemmon Survey      |
| 406549 - | 2007 WT57                | 20 novembre 2007  | Mt. Lemmon Survey      |
| 406550 - | 2007 XX23                | 11 dicembre 2007  | Christophe, B.         |
| 406551 - | 2007 XF54                | 4 dicembre 2007   | Mt. Lemmon Survey      |
| 406552 - | 2007 XN58                | 6 dicembre 2007   | Spacewatch             |
| 406553 - | 2007 YV4                 | 16 dicembre 2007  | CSS                    |
| 406554 - | 2007 YY5                 | 16 dicembre 2007  | Mt. Lemmon Survey      |
| 406555 - | 2007 YN15                | 16 dicembre 2007  | Spacewatch             |
| 406556 - | 2007 YE27                | 18 dicembre 2007  | Mt. Lemmon Survey      |
| 406557 - | 2007 YO42                | 4 novembre 2007   | Mt. Lemmon Survey      |
| 406558 - | 2007 YH47                | 30 dicembre 2007  | Mt. Lemmon Survey      |
| 406559 - | 2007 YX50                | 28 dicembre 2007  | Spacewatch             |
| 406560 - | 2007 YC51                | 28 dicembre 2007  | Spacewatch             |
| 406561 - | 2007 YB56                | 2 novembre 2007   | Mt. Lemmon Survey      |
| 406562 - | 2007 YQ61                | 19 dicembre 2007  | CSS                    |
| 406563 - | 2007 YO64                | 18 dicembre 2007  | Mt. Lemmon Survey      |
| 406564 - | 2007 YK65                | 17 dicembre 2007  | Mt. Lemmon Survey      |
| 406565 - | 2007 YM66                | 30 dicembre 2007  | Spacewatch             |
| 406566 - | 2007 YX66                | 30 dicembre 2007  | Mt. Lemmon Survey      |
| 406567 - | 2007 YP68                | 17 dicembre 2007  | Mt. Lemmon Survey      |
| 406568 - | 2007 YM73                | 30 dicembre 2007  | Mt. Lemmon Survey      |
| 406569 - | 2007 YR73                | 30 dicembre 2007  | Spacewatch             |
| 406570 - | 2007 YN74                | 17 dicembre 2007  | Mt. Lemmon Survey      |
| 406571 - | 2008 AH7                 | 10 gennaio 2008   | Mt. Lemmon Survey      |
| 406572 - | 2008 AQ15                | 10 gennaio 2008   | Mt. Lemmon Survey      |
| 406573 - | 2008 AU16                | 10 gennaio 2008   | Spacewatch             |
| 406574 - | 2008 AV22                | 10 gennaio 2008   | Mt. Lemmon Survey      |
| 406575 - | 2008 AG24                | 10 gennaio 2008   | Mt. Lemmon Survey      |
| 406576 - | 2008 AU36                | 31 dicembre 2007  | CSS                    |
| 406577 - | 2008 AJ39                | 10 gennaio 2008   | Mt. Lemmon Survey      |
| 406578 - | 2008 AD48                | 4 dicembre 2007   | Mt. Lemmon Survey      |
| 406579 - | 2008 AA75                | 30 dicembre 2007  | Spacewatch             |
| 406580 - | 2008 AG78                | 12 gennaio 2008   | Spacewatch             |
| 406581 - | 2008 AA79                | 12 gennaio 2008   | Spacewatch             |
| 406582 - | 2008 AK81                | 12 gennaio 2008   | Spacewatch             |
| 406583 - | 2008 AE85                | 13 gennaio 2008   | Spacewatch             |
| 406584 - | 2008 AK90                | 13 gennaio 2008   | Spacewatch             |
| 406585 - | 2008 AP97                | 14 gennaio 2008   | Spacewatch             |
| 406586 - | 2008 AL98                | 14 gennaio 2008   | Spacewatch             |
| 406587 - | 2008 AX103               | 28 dicembre 2007  | Spacewatch             |
| 406588 - | 2008 BZ14                | 11 maggio 1996    | Spacewatch             |
| 406589 - | 2008 BJ17                | 19 dicembre 2003  | LINEAR                 |
| 406590 - | 2008 BC29                | 19 gennaio 2008   | Spacewatch             |
| 406591 - | 2008 BG29                | 30 dicembre 2007  | Mt. Lemmon Survey      |
| 406592 - | 2008 BH30                | 10 gennaio 2008   | Spacewatch             |
| 406593 - | 2008 BQ36                | 30 gennaio 2008   | Spacewatch             |
| 406594 - | 2008 BA44                | 18 novembre 2007  | Mt. Lemmon Survey      |
| 406595 - | 2008 BO46                | 30 gennaio 2008   | Mt. Lemmon Survey      |
| 406596 - | 2008 CW2                 | 1º febbraio 2008  | Mt. Lemmon Survey      |
| 406597 - | 2008 CT3                 | 2 febbraio 2008   | Spacewatch             |
| 406598 - | 2008 CL9                 | 10 gennaio 2008   | Spacewatch             |
| 406599 - | 2008 CU18                | 10 gennaio 2008   | Mt. Lemmon Survey      |
| 406600 - | 2008 CF24                | 1º febbraio 2008  | Spacewatch             |

## 406601-406700
| Nome     | Designazione provvisoria | Data di scoperta | Scopritore             |
| -------- | ------------------------ | ---------------- | ---------------------- |
| 406601 - | 2008 CF26                | 2 febbraio 2008  | Spacewatch             |
| 406602 - | 2008 CP37                | 2 febbraio 2008  | Spacewatch             |
| 406603 - | 2008 CM44                | 2 febbraio 2008  | Spacewatch             |
| 406604 - | 2008 CT44                | 2 febbraio 2008  | Spacewatch             |
| 406605 - | 2008 CB47                | 3 febbraio 2008  | CSS                    |
| 406606 - | 2008 CM56                | 18 gennaio 2008  | Spacewatch             |
| 406607 - | 2008 CD57                | 7 febbraio 2008  | Mt. Lemmon Survey      |
| 406608 - | 2008 CJ58                | 7 febbraio 2008  | Spacewatch             |
| 406609 - | 2008 CY59                | 7 febbraio 2008  | Spacewatch             |
| 406610 - | 2008 CJ62                | 3 ottobre 2006   | Mt. Lemmon Survey      |
| 406611 - | 2008 CO65                | 8 febbraio 2008  | Spacewatch             |
| 406612 - | 2008 CP67                | 8 febbraio 2008  | Spacewatch             |
| 406613 - | 2008 CW70                | 10 febbraio 2008 | Ries, W.               |
| 406614 - | 2008 CL89                | 7 febbraio 2008  | Spacewatch             |
| 406615 - | 2008 CD92                | 8 febbraio 2008  | Spacewatch             |
| 406616 - | 2008 CX95                | 7 novembre 2007  | Mt. Lemmon Survey      |
| 406617 - | 2008 CK100               | 9 febbraio 2008  | Spacewatch             |
| 406618 - | 2008 CD112               | 11 gennaio 2008  | Spacewatch             |
| 406619 - | 2008 CM112               | 30 dicembre 2007 | Mt. Lemmon Survey      |
| 406620 - | 2008 CU121               | 7 febbraio 2008  | CSS                    |
| 406621 - | 2008 CB127               | 8 febbraio 2008  | Spacewatch             |
| 406622 - | 2008 CX131               | 8 febbraio 2008  | Spacewatch             |
| 406623 - | 2008 CT133               | 8 febbraio 2008  | Spacewatch             |
| 406624 - | 2008 CC134               | 8 febbraio 2008  | Spacewatch             |
| 406625 - | 2008 CK135               | 2 ottobre 2006   | Mt. Lemmon Survey      |
| 406626 - | 2008 CC141               | 20 dicembre 2007 | Mt. Lemmon Survey      |
| 406627 - | 2008 CY141               | 1º febbraio 2008 | Spacewatch             |
| 406628 - | 2008 CN154               | 9 febbraio 2008  | Mt. Lemmon Survey      |
| 406629 - | 2008 CP162               | 10 febbraio 2008 | Spacewatch             |
| 406630 - | 2008 CV170               | 12 febbraio 2008 | Mt. Lemmon Survey      |
| 406631 - | 2008 CE178               | 6 febbraio 2008  | CSS                    |
| 406632 - | 2008 CV180               | 9 febbraio 2008  | CSS                    |
| 406633 - | 2008 CM186               | 11 novembre 2007 | Mt. Lemmon Survey      |
| 406634 - | 2008 CN188               | 18 gennaio 2008  | Mt. Lemmon Survey      |
| 406635 - | 2008 CT195               | 2 febbraio 2008  | Spacewatch             |
| 406636 - | 2008 CX195               | 9 febbraio 2008  | Spacewatch             |
| 406637 - | 2008 CX199               | 13 febbraio 2008 | Spacewatch             |
| 406638 - | 2008 CQ201               | 3 febbraio 2008  | Spacewatch             |
| 406639 - | 2008 CU202               | 8 febbraio 2008  | Spacewatch             |
| 406640 - | 2008 CQ207               | 7 febbraio 2008  | Spacewatch             |
| 406641 - | 2008 CY212               | 9 febbraio 2008  | Mt. Lemmon Survey      |
| 406642 - | 2008 DB1                 | 24 febbraio 2008 | Spacewatch             |
| 406643 - | 2008 DX6                 | 24 febbraio 2008 | Spacewatch             |
| 406644 - | 2008 DP19                | 27 febbraio 2008 | Mt. Lemmon Survey      |
| 406645 - | 2008 DB20                | 28 febbraio 2008 | Spacewatch             |
| 406646 - | 2008 DX24                | 13 febbraio 2008 | LINEAR                 |
| 406647 - | 2008 DO26                | 28 febbraio 2008 | Spacewatch             |
| 406648 - | 2008 DP39                | 27 febbraio 2008 | Mt. Lemmon Survey      |
| 406649 - | 2008 DV39                | 27 febbraio 2008 | Mt. Lemmon Survey      |
| 406650 - | 2008 DO56                | 26 febbraio 2008 | LINEAR                 |
| 406651 - | 2008 DE59                | 27 febbraio 2008 | Spacewatch             |
| 406652 - | 2008 DH59                | 27 febbraio 2008 | Mt. Lemmon Survey      |
| 406653 - | 2008 DG67                | 11 febbraio 2008 | Mt. Lemmon Survey      |
| 406654 - | 2008 DR72                | 7 febbraio 2008  | Spacewatch             |
| 406655 - | 2008 DX74                | 7 febbraio 2008  | Mt. Lemmon Survey      |
| 406656 - | 2008 DZ77                | 1º febbraio 2008 | Spacewatch             |
| 406657 - | 2008 DF78                | 10 febbraio 2008 | Spacewatch             |
| 406658 - | 2008 DD89                | 28 febbraio 2008 | CSS                    |
| 406659 - | 2008 EE16                | 1º marzo 2008    | Spacewatch             |
| 406660 - | 2008 EQ17                | 1º marzo 2008    | Spacewatch             |
| 406661 - | 2008 EB20                | 2 marzo 2008     | Spacewatch             |
| 406662 - | 2008 EG22                | 2 marzo 2008     | PMO NEO Survey Program |
| 406663 - | 2008 EC26                | 8 febbraio 2008  | Mt. Lemmon Survey      |
| 406664 - | 2008 EA46                | 5 marzo 2008     | Spacewatch             |
| 406665 - | 2008 ES47                | 5 marzo 2008     | Mt. Lemmon Survey      |
| 406666 - | 2008 EZ50                | 27 febbraio 2008 | Spacewatch             |
| 406667 - | 2008 EQ56                | 7 marzo 2008     | CSS                    |
| 406668 - | 2008 EL57                | 7 marzo 2008     | Spacewatch             |
| 406669 - | 2008 EM60                | 8 marzo 2008     | CSS                    |
| 406670 - | 2008 EZ60                | 8 marzo 2008     | Spacewatch             |
| 406671 - | 2008 EK75                | 7 marzo 2008     | Spacewatch             |
| 406672 - | 2008 ET87                | 10 marzo 2008    | Mt. Lemmon Survey      |
| 406673 - | 2008 ES90                | 16 dicembre 2007 | Mt. Lemmon Survey      |
| 406674 - | 2008 EY95                | 6 marzo 2008     | Mt. Lemmon Survey      |
| 406675 - | 2008 EG99                | 4 marzo 2008     | CSS                    |
| 406676 - | 2008 EJ102               | 11 febbraio 2008 | Mt. Lemmon Survey      |
| 406677 - | 2008 EO110               | 8 marzo 2008     | Mt. Lemmon Survey      |
| 406678 - | 2008 EB111               | 8 ottobre 2005   | Spacewatch             |
| 406679 - | 2008 EJ113               | 14 dicembre 2007 | Mt. Lemmon Survey      |
| 406680 - | 2008 ES113               | 8 marzo 2008     | Mt. Lemmon Survey      |
| 406681 - | 2008 ES115               | 8 marzo 2008     | Mt. Lemmon Survey      |
| 406682 - | 2008 EJ118               | 3 febbraio 2008  | CSS                    |
| 406683 - | 2008 ES125               | 10 marzo 2008    | Mt. Lemmon Survey      |
| 406684 - | 2008 EL140               | 12 marzo 2008    | Spacewatch             |
| 406685 - | 2008 EP147               | 1º marzo 2008    | Spacewatch             |
| 406686 - | 2008 EN150               | 10 marzo 2008    | Spacewatch             |
| 406687 - | 2008 EQ154               | 6 marzo 2008     | Mt. Lemmon Survey      |
| 406688 - | 2008 EA157               | 13 marzo 2008    | Spacewatch             |
| 406689 - | 2008 ES157               | 1º marzo 2008    | Spacewatch             |
| 406690 - | 2008 EE158               | 5 marzo 2008     | Mt. Lemmon Survey      |
| 406691 - | 2008 EL166               | 6 marzo 2008     | CSS                    |
| 406692 - | 2008 EL167               | 8 marzo 2008     | LINEAR                 |
| 406693 - | 2008 FJ2                 | 12 febbraio 2008 | Mt. Lemmon Survey      |
| 406694 - | 2008 FX4                 | 26 marzo 2008    | Mt. Lemmon Survey      |
| 406695 - | 2008 FE6                 | 5 dicembre 2002  | LINEAR                 |
| 406696 - | 2008 FA8                 | 25 marzo 2008    | Spacewatch             |
| 406697 - | 2008 FM10                | 26 marzo 2008    | Spacewatch             |
| 406698 - | 2008 FQ13                | 26 marzo 2008    | Mt. Lemmon Survey      |
| 406699 - | 2008 FD18                | 11 marzo 2008    | CSS                    |
| 406700 - | 2008 FQ20                | 10 marzo 2008    | Mt. Lemmon Survey      |

## 406701-406800
| Nome         | Designazione provvisoria | Data di scoperta  | Scopritore           |
| ------------ | ------------------------ | ----------------- | -------------------- |
| 406701 -     | 2008 FL22                | 27 marzo 2008     | Spacewatch           |
| 406702 -     | 2008 FC23                | 10 marzo 2008     | Mt. Lemmon Survey    |
| 406703 -     | 2008 FJ23                | 27 marzo 2008     | Spacewatch           |
| 406704 -     | 2008 FZ23                | 27 marzo 2008     | Spacewatch           |
| 406705 -     | 2008 FZ37                | 28 marzo 2008     | Spacewatch           |
| 406706 -     | 2008 FM39                | 10 marzo 2008     | Spacewatch           |
| 406707 -     | 2008 FO39                | 10 marzo 2008     | Spacewatch           |
| 406708 -     | 2008 FF42                | 28 marzo 2008     | Mt. Lemmon Survey    |
| 406709 -     | 2008 FG46                | 28 marzo 2008     | Mt. Lemmon Survey    |
| 406710 -     | 2008 FG57                | 28 marzo 2008     | Mt. Lemmon Survey    |
| 406711 -     | 2008 FU61                | 31 marzo 2008     | Farra d'Isonzo       |
| 406712 -     | 2008 FQ78                | 15 marzo 2008     | Mt. Lemmon Survey    |
| 406713 -     | 2008 FB103               | 30 marzo 2008     | Spacewatch           |
| 406714 -     | 2008 FA111               | 31 marzo 2008     | Spacewatch           |
| 406715 -     | 2008 FA119               | 31 marzo 2008     | Mt. Lemmon Survey    |
| 406716 -     | 2008 FX122               | 28 marzo 2008     | Spacewatch           |
| 406717 -     | 2008 FB137               | 29 marzo 2008     | Spacewatch           |
| 406718 -     | 2008 GT14                | 3 aprile 2008     | Mt. Lemmon Survey    |
| 406719 -     | 2008 GC16                | 23 novembre 2006  | Spacewatch           |
| 406720 -     | 2008 GC22                | 27 marzo 2008     | Spacewatch           |
| 406721 -     | 2008 GE24                | 1º aprile 2008    | Mt. Lemmon Survey    |
| 406722 -     | 2008 GZ29                | 3 aprile 2008     | Mt. Lemmon Survey    |
| 406723 -     | 2008 GU33                | 5 marzo 2008      | Spacewatch           |
| 406724 -     | 2008 GE41                | 17 gennaio 2007   | Spacewatch           |
| 406725 -     | 2008 GE47                | 4 aprile 2008     | Spacewatch           |
| 406726 -     | 2008 GN55                | 13 marzo 2008     | Spacewatch           |
| 406727 -     | 2008 GS58                | 28 marzo 2008     | Mt. Lemmon Survey    |
| 406728 -     | 2008 GE75                | 7 aprile 2003     | Spacewatch           |
| 406729 -     | 2008 GM78                | 7 aprile 2008     | Spacewatch           |
| 406730 -     | 2008 GP87                | 5 aprile 2008     | Mt. Lemmon Survey    |
| 406731 -     | 2008 GV87                | 5 aprile 2008     | CSS                  |
| 406732 -     | 2008 GS101               | 10 aprile 2008    | Spacewatch           |
| 406733 -     | 2008 GK106               | 11 aprile 2008    | Mt. Lemmon Survey    |
| 406734 -     | 2008 GE114               | 9 ottobre 2005    | Spacewatch           |
| 406735 -     | 2008 GB129               | 1º aprile 2008    | Mt. Lemmon Survey    |
| 406736 -     | 2008 GA142               | 1º aprile 2008    | Mt. Lemmon Survey    |
| 406737 Davet | 2008 HP2                 | 25 aprile 2008    | Ory, M.              |
| 406738 -     | 2008 HU2                 | 4 aprile 2008     | CSS                  |
| 406739 -     | 2008 HQ4                 | 29 marzo 2008     | CSS                  |
| 406740 -     | 2008 HY4                 | 13 marzo 2008     | Spacewatch           |
| 406741 -     | 2008 HV24                | 27 aprile 2008    | Spacewatch           |
| 406742 -     | 2008 HB26                | 27 aprile 2008    | Spacewatch           |
| 406743 -     | 2008 HZ36                | 14 aprile 2008    | Spacewatch           |
| 406744 -     | 2008 HW60                | 14 aprile 2008    | CSS                  |
| 406745 -     | 2008 HU66                | 25 aprile 2008    | Spacewatch           |
| 406746 -     | 2008 HV67                | 25 aprile 2008    | Spacewatch           |
| 406747 -     | 2008 HV69                | 29 aprile 2008    | Spacewatch           |
| 406748 -     | 2008 JA4                 | 1º maggio 2008    | Spacewatch           |
| 406749 -     | 2008 JJ10                | 3 maggio 2008     | Spacewatch           |
| 406750 -     | 2008 JU12                | 3 maggio 2008     | Spacewatch           |
| 406751 -     | 2008 JN13                | 5 dicembre 2005   | Spacewatch           |
| 406752 -     | 2008 JD22                | 6 maggio 2008     | Spacewatch           |
| 406753 -     | 2008 JN27                | 8 maggio 2008     | Spacewatch           |
| 406754 -     | 2008 JY27                | 8 maggio 2008     | Spacewatch           |
| 406755 -     | 2008 JQ29                | 13 maggio 2008    | Mt. Lemmon Survey    |
| 406756 -     | 2008 JN30                | 11 maggio 2008    | Spacewatch           |
| 406757 -     | 2008 JP34                | 15 maggio 2008    | Spacewatch           |
| 406758 -     | 2008 JW39                | 6 maggio 2008     | Mt. Lemmon Survey    |
| 406759 -     | 2008 JR40                | 15 maggio 2008    | Spacewatch           |
| 406760 -     | 2008 KD1                 | 26 maggio 2008    | Spacewatch           |
| 406761 -     | 2008 KB7                 | 26 maggio 2008    | Spacewatch           |
| 406762 -     | 2008 KJ9                 | 27 maggio 2008    | Spacewatch           |
| 406763 -     | 2008 KX9                 | 24 aprile 2008    | Spacewatch           |
| 406764 -     | 2008 KB14                | 14 maggio 2008    | Spacewatch           |
| 406765 -     | 2008 KD15                | 27 maggio 2008    | Mt. Lemmon Survey    |
| 406766 -     | 2008 KZ30                | 29 maggio 2008    | Spacewatch           |
| 406767 -     | 2008 KS42                | 29 maggio 2008    | Spacewatch           |
| 406768 -     | 2008 LH5                 | 7 gennaio 2000    | Spacewatch           |
| 406769 -     | 2008 LL8                 | 14 aprile 2008    | Mt. Lemmon Survey    |
| 406770 -     | 2008 OJ                  | 25 luglio 2008    | OAM                  |
| 406771 -     | 2008 OH21                | 30 luglio 2008    | CSS                  |
| 406772 -     | 2008 OM21                | 30 luglio 2008    | Spacewatch           |
| 406773 -     | 2008 OM22                | 26 luglio 2008    | Siding Spring Survey |
| 406774 -     | 2008 PO1                 | 30 luglio 2008    | Spacewatch           |
| 406775 -     | 2008 PB2                 | 3 agosto 2008     | OAM                  |
| 406776 -     | 2008 PB21                | 3 agosto 2008     | Siding Spring Survey |
| 406777 -     | 2008 QP29                | 24 agosto 2008    | OAM                  |
| 406778 -     | 2008 QZ47                | 24 agosto 2008    | LINEAR               |
| 406779 -     | 2008 QC48                | 26 agosto 2008    | LINEAR               |
| 406780 -     | 2008 RN11                | 11 marzo 2005     | Mt. Lemmon Survey    |
| 406781 -     | 2008 RN16                | 4 settembre 2008  | Spacewatch           |
| 406782 -     | 2008 RT27                | 8 settembre 2008  | Tozzi, F.            |
| 406783 -     | 2008 RC71                | 6 settembre 2008  | Mt. Lemmon Survey    |
| 406784 -     | 2008 RV74                | 6 settembre 2008  | CSS                  |
| 406785 -     | 2008 RZ76                | 6 settembre 2008  | CSS                  |
| 406786 -     | 2008 RN82                | 4 settembre 2008  | Spacewatch           |
| 406787 -     | 2008 RH109               | 2 settembre 2008  | Spacewatch           |
| 406788 -     | 2008 RT138               | 6 settembre 2008  | CSS                  |
| 406789 -     | 2008 SF14                | 7 settembre 2008  | Mt. Lemmon Survey    |
| 406790 -     | 2008 SG89                | 21 settembre 2008 | Spacewatch           |
| 406791 -     | 2008 SF90                | 21 settembre 2008 | Spacewatch           |
| 406792 -     | 2008 SN143               | 24 settembre 2008 | Mt. Lemmon Survey    |
| 406793 -     | 2008 SG258               | 22 settembre 2008 | Spacewatch           |
| 406794 -     | 2008 TR65                | 2 ottobre 2008    | CSS                  |
| 406795 -     | 2008 TS67                | 2 ottobre 2008    | Spacewatch           |
| 406796 -     | 2008 TH103               | 2 ottobre 2008    | Spacewatch           |
| 406797 -     | 2008 TG141               | 2 settembre 2008  | Spacewatch           |
| 406798 -     | 2008 TG184               | 6 ottobre 2008    | LINEAR               |
| 406799 -     | 2008 UQ8                 | 17 ottobre 2008   | Spacewatch           |
| 406800 -     | 2008 US24                | 20 ottobre 2008   | Spacewatch           |

## 406801-406900
| Nome     | Designazione provvisoria | Data di scoperta  | Scopritore        |
| -------- | ------------------------ | ----------------- | ----------------- |
| 406801 - | 2008 UX28                | 20 ottobre 2008   | Spacewatch        |
| 406802 - | 2008 UM46                | 29 luglio 2008    | Mt. Lemmon Survey |
| 406803 - | 2008 UX64                | 21 ottobre 2008   | Spacewatch        |
| 406804 - | 2008 UY66                | 21 ottobre 2008   | Spacewatch        |
| 406805 - | 2008 UJ116               | 22 ottobre 2008   | Spacewatch        |
| 406806 - | 2008 UB120               | 22 ottobre 2008   | Spacewatch        |
| 406807 - | 2008 UM133               | 23 ottobre 2008   | Spacewatch        |
| 406808 - | 2008 UN186               | 22 settembre 2008 | Mt. Lemmon Survey |
| 406809 - | 2008 UM209               | 23 ottobre 2008   | Spacewatch        |
| 406810 - | 2008 UK239               | 26 ottobre 2008   | Spacewatch        |
| 406811 - | 2008 UA304               | 29 ottobre 2008   | Mt. Lemmon Survey |
| 406812 - | 2008 UD323               | 31 ottobre 2008   | Spacewatch        |
| 406813 - | 2008 VA57                | 27 settembre 2008 | Mt. Lemmon Survey |
| 406814 - | 2008 WN29                | 19 novembre 2008  | Spacewatch        |
| 406815 - | 2008 WA69                | 18 novembre 2008  | Spacewatch        |
| 406816 - | 2008 WE73                | 19 novembre 2008  | Mt. Lemmon Survey |
| 406817 - | 2008 WB105               | 30 novembre 2008  | Mt. Lemmon Survey |
| 406818 - | 2008 WN108               | 30 novembre 2008  | CSS               |
| 406819 - | 2008 WF140               | 24 novembre 2008  | Mt. Lemmon Survey |
| 406820 - | 2008 XF1                 | 2 dicembre 2008   | Hug, G.           |
| 406821 - | 2008 XX34                | 19 novembre 2008  | Mt. Lemmon Survey |
| 406822 - | 2008 XQ51                | 30 ottobre 2008   | Mt. Lemmon Survey |
| 406823 - | 2008 YN16                | 21 dicembre 2008  | Mt. Lemmon Survey |
| 406824 - | 2008 YR16                | 21 dicembre 2008  | Mt. Lemmon Survey |
| 406825 - | 2008 YR21                | 21 dicembre 2008  | Mt. Lemmon Survey |
| 406826 - | 2008 YL62                | 30 dicembre 2008  | Mt. Lemmon Survey |
| 406827 - | 2008 YN97                | 29 dicembre 2008  | Mt. Lemmon Survey |
| 406828 - | 2008 YS101               | 29 dicembre 2008  | Spacewatch        |
| 406829 - | 2008 YX101               | 29 dicembre 2008  | Spacewatch        |
| 406830 - | 2008 YF116               | 21 dicembre 2008  | Mt. Lemmon Survey |
| 406831 - | 2008 YA117               | 21 novembre 2008  | Mt. Lemmon Survey |
| 406832 - | 2008 YS118               | 29 dicembre 2008  | Spacewatch        |
| 406833 - | 2008 YA130               | 22 dicembre 2008  | Spacewatch        |
| 406834 - | 2008 YE139               | 4 dicembre 2008   | Mt. Lemmon Survey |
| 406835 - | 2008 YQ154               | 22 dicembre 2008  | Spacewatch        |
| 406836 - | 2008 YK155               | 22 dicembre 2008  | Spacewatch        |
| 406837 - | 2008 YE160               | 30 dicembre 2008  | Mt. Lemmon Survey |
| 406838 - | 2009 AZ1                 | 2 gennaio 2009    | Kugel, F.         |
| 406839 - | 2009 AG14                | 2 gennaio 2009    | Mt. Lemmon Survey |
| 406840 - | 2009 AU14                | 2 gennaio 2009    | Mt. Lemmon Survey |
| 406841 - | 2009 AV31                | 15 gennaio 2009   | Spacewatch        |
| 406842 - | 2009 AN35                | 15 gennaio 2009   | Spacewatch        |
| 406843 - | 2009 AJ37                | 15 gennaio 2009   | Spacewatch        |
| 406844 - | 2009 AX43                | 2 gennaio 2009    | Spacewatch        |
| 406845 - | 2009 AC47                | 15 gennaio 2009   | Spacewatch        |
| 406846 - | 2009 BA5                 | 19 gennaio 2009   | LINEAR            |
| 406847 - | 2009 BC9                 | 29 dicembre 2008  | Spacewatch        |
| 406848 - | 2009 BM24                | 17 gennaio 2009   | CSS               |
| 406849 - | 2009 BH25                | 18 gennaio 2009   | Mt. Lemmon Survey |
| 406850 - | 2009 BR31                | 2 gennaio 2009    | Mt. Lemmon Survey |
| 406851 - | 2009 BD35                | 1º gennaio 2009   | Mt. Lemmon Survey |
| 406852 - | 2009 BT35                | 16 gennaio 2009   | Spacewatch        |
| 406853 - | 2009 BQ63                | 20 gennaio 2009   | Spacewatch        |
| 406854 - | 2009 BW63                | 20 gennaio 2009   | Spacewatch        |
| 406855 - | 2009 BM74                | 18 gennaio 2009   | CSS               |
| 406856 - | 2009 BM88                | 1º novembre 2007  | Mt. Lemmon Survey |
| 406857 - | 2009 BB96                | 28 gennaio 2009   | CSS               |
| 406858 - | 2009 BQ100               | 29 gennaio 2009   | Spacewatch        |
| 406859 - | 2009 BH102               | 29 gennaio 2009   | Mt. Lemmon Survey |
| 406860 - | 2009 BN112               | 31 gennaio 2009   | Mt. Lemmon Survey |
| 406861 - | 2009 BP114               | 30 dicembre 2008  | Mt. Lemmon Survey |
| 406862 - | 2009 BR115               | 29 gennaio 2009   | Spacewatch        |
| 406863 - | 2009 BF121               | 17 gennaio 2009   | Mt. Lemmon Survey |
| 406864 - | 2009 BC126               | 29 gennaio 2009   | Spacewatch        |
| 406865 - | 2009 BB127               | 18 ottobre 2007   | Spacewatch        |
| 406866 - | 2009 BA133               | 21 dicembre 2008  | Mt. Lemmon Survey |
| 406867 - | 2009 BY159               | 30 gennaio 2009   | Mt. Lemmon Survey |
| 406868 - | 2009 BR169               | 16 gennaio 2009   | Spacewatch        |
| 406869 - | 2009 BU170               | 16 gennaio 2009   | Mt. Lemmon Survey |
| 406870 - | 2009 BJ172               | 18 gennaio 2009   | Spacewatch        |
| 406871 - | 2009 BX172               | 19 gennaio 2009   | Mt. Lemmon Survey |
| 406872 - | 2009 BL173               | 20 gennaio 2009   | Spacewatch        |
| 406873 - | 2009 BW179               | 18 gennaio 2009   | Spacewatch        |
| 406874 - | 2009 BG183               | 4 marzo 2005      | Mt. Lemmon Survey |
| 406875 - | 2009 CF2                 | 26 gennaio 2009   | CSS               |
| 406876 - | 2009 CZ11                | 1º febbraio 2009  | Mt. Lemmon Survey |
| 406877 - | 2009 CJ29                | 1º febbraio 2009  | Spacewatch        |
| 406878 - | 2009 CG31                | 1º febbraio 2009  | Spacewatch        |
| 406879 - | 2009 CR32                | 1º febbraio 2009  | Spacewatch        |
| 406880 - | 2009 CF55                | 14 settembre 2007 | Mt. Lemmon Survey |
| 406881 - | 2009 CB57                | 5 febbraio 2009   | Spacewatch        |
| 406882 - | 2009 CJ58                | 3 febbraio 2009   | Spacewatch        |
| 406883 - | 2009 CP58                | 3 febbraio 2009   | Mt. Lemmon Survey |
| 406884 - | 2009 CC63                | 4 febbraio 2009   | Mt. Lemmon Survey |
| 406885 - | 2009 CF65                | 1º febbraio 2009  | Spacewatch        |
| 406886 - | 2009 CH65                | 4 febbraio 2009   | Mt. Lemmon Survey |
| 406887 - | 2009 DP13                | 16 febbraio 2009  | Spacewatch        |
| 406888 - | 2009 DQ16                | 1º gennaio 2009   | Mt. Lemmon Survey |
| 406889 - | 2009 DV16                | 18 febbraio 2009  | OAM               |
| 406890 - | 2009 DJ28                | 20 gennaio 2009   | Spacewatch        |
| 406891 - | 2009 DY49                | 19 febbraio 2009  | Spacewatch        |
| 406892 - | 2009 DA57                | 8 ottobre 1994    | Spacewatch        |
| 406893 - | 2009 DD59                | 22 febbraio 2009  | Spacewatch        |
| 406894 - | 2009 DP62                | 22 febbraio 2009  | Mt. Lemmon Survey |
| 406895 - | 2009 DP73                | 26 febbraio 2009  | Spacewatch        |
| 406896 - | 2009 DX81                | 24 febbraio 2009  | Spacewatch        |
| 406897 - | 2009 DV82                | 24 febbraio 2009  | Spacewatch        |
| 406898 - | 2009 DB87                | 27 febbraio 2009  | Spacewatch        |
| 406899 - | 2009 DK89                | 24 febbraio 2009  | Spacewatch        |
| 406900 - | 2009 DR105               | 19 febbraio 2009  | Spacewatch        |

## 406901-407000
| Nome             | Designazione provvisoria | Data di scoperta  | Scopritore           |
| ---------------- | ------------------------ | ----------------- | -------------------- |
| 406901 -         | 2009 DH115               | 26 febbraio 2009  | CSS                  |
| 406902 -         | 2009 DB121               | 31 gennaio 2009   | Mt. Lemmon Survey    |
| 406903 -         | 2009 DH124               | 19 febbraio 2009  | Spacewatch           |
| 406904 -         | 2009 DW124               | 19 febbraio 2009  | Spacewatch           |
| 406905 -         | 2009 DV130               | 15 aprile 2005    | Spacewatch           |
| 406906 -         | 2009 DZ131               | 4 marzo 2005      | Mt. Lemmon Survey    |
| 406907 -         | 2009 DH136               | 19 febbraio 2009  | Spacewatch           |
| 406908 -         | 2009 DY136               | 26 febbraio 2009  | CSS                  |
| 406909 -         | 2009 EQ4                 | 13 febbraio 2009  | Spacewatch           |
| 406910 -         | 2009 EB13                | 1º marzo 2009     | Mt. Lemmon Survey    |
| 406911 -         | 2009 EE21                | 15 marzo 2009     | OAM                  |
| 406912 -         | 2009 EX24                | 3 marzo 2009      | Spacewatch           |
| 406913 -         | 2009 EF28                | 1º marzo 2009     | Mt. Lemmon Survey    |
| 406914 -         | 2009 FM6                 | 16 marzo 2009     | Spacewatch           |
| 406915 -         | 2009 FL7                 | 16 marzo 2009     | Spacewatch           |
| 406916 -         | 2009 FC12                | 18 marzo 2009     | Spacewatch           |
| 406917 -         | 2009 FB16                | 17 marzo 2009     | Spacewatch           |
| 406918 -         | 2009 FG29                | 22 marzo 2009     | CSS                  |
| 406919 -         | 2009 FW29                | 21 marzo 2009     | Mt. Lemmon Survey    |
| 406920 -         | 2009 FJ31                | 25 marzo 2009     | OAM                  |
| 406921 -         | 2009 FU42                | 28 marzo 2009     | Spacewatch           |
| 406922 -         | 2009 FN45                | 18 marzo 2009     | Mt. Lemmon Survey    |
| 406923 -         | 2009 FP49                | 27 marzo 2009     | Mt. Lemmon Survey    |
| 406924 -         | 2009 FR56                | 23 marzo 2009     | Siding Spring Survey |
| 406925 -         | 2009 FU63                | 29 marzo 2009     | Spacewatch           |
| 406926 -         | 2009 FC66                | 19 marzo 2009     | Mt. Lemmon Survey    |
| 406927 -         | 2009 GE1                 | 19 marzo 2009     | Mt. Lemmon Survey    |
| 406928 -         | 2009 GL6                 | 2 aprile 2009     | Spacewatch           |
| 406929 -         | 2009 HS11                | 31 marzo 2009     | Mt. Lemmon Survey    |
| 406930 -         | 2009 HG14                | 17 aprile 2009    | CSS                  |
| 406931 -         | 2009 HT20                | 19 marzo 2009     | Mt. Lemmon Survey    |
| 406932 -         | 2009 HZ22                | 17 aprile 2009    | Spacewatch           |
| 406933 -         | 2009 HZ27                | 18 aprile 2009    | Spacewatch           |
| 406934 -         | 2009 HO40                | 20 aprile 2009    | Spacewatch           |
| 406935 -         | 2009 HV56                | 22 aprile 2009    | Spacewatch           |
| 406936 -         | 2009 HC66                | 14 dicembre 2003  | Spacewatch           |
| 406937 -         | 2009 HD68                | 31 marzo 2009     | Spacewatch           |
| 406938 -         | 2009 HD74                | 20 aprile 2009    | CSS                  |
| 406939 -         | 2009 HO74                | 22 febbraio 2009  | Siding Spring Survey |
| 406940 -         | 2009 HZ77                | 2 aprile 2009     | Mt. Lemmon Survey    |
| 406941 -         | 2009 HA89                | 24 aprile 2009    | Cerro Burek          |
| 406942 -         | 2009 HC96                | 20 aprile 2009    | Spacewatch           |
| 406943 -         | 2009 HO96                | 23 aprile 2009    | Spacewatch           |
| 406944 -         | 2009 HC105               | 14 novembre 2007  | Mt. Lemmon Survey    |
| 406945 -         | 2009 HC106               | 19 aprile 2009    | CSS                  |
| 406946 -         | 2009 JW4                 | 20 aprile 2009    | CSS                  |
| 406947 -         | 2009 JP5                 | 25 settembre 2006 | CSS                  |
| 406948 -         | 2009 JA6                 | 11 novembre 2007  | Mt. Lemmon Survey    |
| 406949 -         | 2009 JH6                 | 20 aprile 2009    | Spacewatch           |
| 406950 -         | 2009 JQ8                 | 31 marzo 2009     | Mt. Lemmon Survey    |
| 406951 -         | 2009 JP12                | 15 maggio 2009    | OAM                  |
| 406952 -         | 2009 KJ                  | 16 maggio 2009    | CSS                  |
| 406953 -         | 2009 KJ17                | 26 maggio 2009    | Spacewatch           |
| 406954 -         | 2009 MY5                 | 22 giugno 2009    | Spacewatch           |
| 406955 -         | 2009 NA1                 | 31 ottobre 2005   | Mt. Lemmon Survey    |
| 406956 -         | 2009 NN2                 | 15 dicembre 2006  | Spacewatch           |
| 406957 Kochetova | 2009 OK5                 | 21 luglio 2009    | Kryachko, T. V.      |
| 406958 -         | 2009 OJ14                | 29 luglio 2009    | CSS                  |
| 406959 -         | 2009 OU15                | 28 luglio 2009    | Spacewatch           |
| 406960 -         | 2009 OK23                | 27 luglio 2009    | Spacewatch           |
| 406961 -         | 2009 PF10                | 23 febbraio 2007  | Mt. Lemmon Survey    |
| 406962 -         | 2009 PJ10                | 28 maggio 2008    | Spacewatch           |
| 406963 -         | 2009 PU15                | 15 agosto 2009    | Spacewatch           |
| 406964 -         | 2009 PM19                | 15 agosto 2009    | Spacewatch           |
| 406965 -         | 2009 QJ3                 | 16 agosto 2009    | Spacewatch           |
| 406966 -         | 2009 QO3                 | 16 agosto 2009    | CSS                  |
| 406967 -         | 2009 QP13                | 16 agosto 2009    | Spacewatch           |
| 406968 -         | 2009 QW14                | 16 agosto 2009    | Spacewatch           |
| 406969 -         | 2009 QL15                | 16 agosto 2009    | Spacewatch           |
| 406970 -         | 2009 QZ38                | 20 agosto 2009    | Spacewatch           |
| 406971 -         | 2009 QA41                | 26 agosto 2009    | CSS                  |
| 406972 -         | 2009 QZ44                | 22 settembre 2004 | LONEOS               |
| 406973 -         | 2009 QZ52                | 29 agosto 2009    | Spacewatch           |
| 406974 -         | 2009 QY53                | 18 agosto 2009    | Spacewatch           |
| 406975 -         | 2009 QE56                | 27 agosto 2009    | Spacewatch           |
| 406976 -         | 2009 QL56                | 17 agosto 2009    | Spacewatch           |
| 406977 -         | 2009 QF57                | 20 agosto 2009    | Spacewatch           |
| 406978 -         | 2009 QS61                | 27 agosto 2009    | Spacewatch           |
| 406979 -         | 2009 QE62                | 28 agosto 2009    | Spacewatch           |
| 406980 -         | 2009 QG63                | 28 agosto 2009    | LINEAR               |
| 406981 -         | 2009 QL64                | 27 agosto 2009    | Spacewatch           |
| 406982 -         | 2009 QZ64                | 7 dicembre 1999   | LINEAR               |
| 406983 -         | 2009 RE5                 | 14 settembre 2009 | Micheli, M.          |
| 406984 -         | 2009 RW9                 | 12 settembre 2009 | Spacewatch           |
| 406985 -         | 2009 RG11                | 12 settembre 2009 | Spacewatch           |
| 406986 -         | 2009 RH13                | 12 settembre 2009 | Spacewatch           |
| 406987 -         | 2009 RB16                | 12 settembre 2009 | Spacewatch           |
| 406988 -         | 2009 RP25                | 15 settembre 2009 | Spacewatch           |
| 406989 -         | 2009 RF30                | 14 settembre 2009 | Spacewatch           |
| 406990 -         | 2009 RV37                | 15 settembre 2009 | Spacewatch           |
| 406991 -         | 2009 RZ37                | 15 settembre 2009 | Spacewatch           |
| 406992 -         | 2009 RT40                | 15 settembre 2009 | Spacewatch           |
| 406993 -         | 2009 RV42                | 15 settembre 2009 | Spacewatch           |
| 406994 -         | 2009 RD45                | 15 settembre 2009 | Spacewatch           |
| 406995 -         | 2009 RN46                | 29 gennaio 2000   | Spacewatch           |
| 406996 -         | 2009 RU47                | 15 settembre 2009 | Spacewatch           |
| 406997 -         | 2009 RS49                | 15 settembre 2009 | Spacewatch           |
| 406998 -         | 2009 RW50                | 15 settembre 2009 | Spacewatch           |
| 406999 -         | 2009 RR53                | 18 settembre 2003 | Spacewatch           |
| 407000 -         | 2009 RO57                | 15 settembre 2009 | Spacewatch           |